# Cedartree Lake
Cedartree Lake är en sjö i Kanada.   Den ligger i Kenora District och provinsen Ontario, i den sydöstra delen av landet, 1 400 km väster om huvudstaden Ottawa. Cedartree Lake ligger 330 meter över havet. Arean är 5,4 kvadratkilometer. Den sträcker sig 5,0 kilometer i nord-sydlig riktning, och 3,1 kilometer i öst-västlig riktning.
I omgivningarna runt Cedartree Lake växer i huvudsak blandskog. Trakten runt Cedartree Lake är nära nog obefolkad, med mindre än två invånare per kvadratkilometer.